# حلمی طولان
حلمی طولان (عربی: حلمي طولان؛ زادهٔ ۳۰ نوامبر ۱۹۴۹) یک بازیکن سابق و مربی فوتبال اهل مصر است.
از باشگاه‌هایی که در آن بازی کرده‌است می‌توان به باشگاه ورزشی زمالک اشاره کرد.